# NGC 7816
NGC 7816 je spirální galaxie v souhvězdí Ryb. Její zdánlivá jasnost je 12,9m a úhlová velikost 1,7′ × 1,5′. Je vzdálená 240 milionů světelných let, průměr má 120 000 světelných let. Galaxii objevil 26. září 1788 William Herschel. Je uváděna jako součást páru s galaxií NGC 7818, avšak pro velký rozdíl v jejich rychlostech pravděpodobně netvoří gravitačně vázaný pár.